# Municipio de Benton (condado de Hocking)
El municipio de Benton (en inglés: Benton Township) es un municipio ubicado en el condado de Hocking en el estado estadounidense de Ohio. En el año 2010 tenía una población de 803 habitantes y una densidad poblacional de 8,2 personas por km².

## Geografía
El municipio de Benton se encuentra ubicado en las coordenadas 39°24′24″N 82°33′8″O / 39.40667, -82.55222. Según la Oficina del Censo de los Estados Unidos, el municipio tiene una superficie total de 97.88 km², de la cual 97,7 km² corresponden a tierra firme y (0,18 %) 0,17 km² es agua.

## Demografía
Según el censo de 2010, había 803 personas residiendo en el municipio de Benton. La densidad de población era de 8,2 hab./km². De los 803 habitantes, el municipio de Benton estaba compuesto por el 97,88 % blancos, el 0,5 % eran afroamericanos, el 0,12 % eran amerindios y el 1,49 % eran de una mezcla de razas. Del total de la población el 0,62 % eran hispanos o latinos de cualquier raza.